# Graptocythere
Graptocythere is een geslacht van kreeftachtigen uit de klasse van de Ostracoda (mosselkreeftjes).

## Soorten
- Graptocythere intricata (Terquem, 1878) Mostafawi, 1989
- Graptocythere polyptycha (Reuss, 1850) Ruggieri, 1972 †